# Creoleon turbidus
Creoleon turbidus är en insektsart som först beskrevs av Navás 1920.  Creoleon turbidus ingår i släktet Creoleon och familjen myrlejonsländor. Inga underarter finns listade i Catalogue of Life.